# Louvroil
Louvroil è un comune francese di 6 931 abitanti situato nel dipartimento del Nord nella regione dell'Alta Francia.

## Società

### Evoluzione demografica
Abitanti censiti